# 지나 매카시
지나 매카시 (Gina McCarthy)는 미국의 환경보건 및 대기오염 전문가이다. 2013년에서 2017년까지 미국 환경보건국의 국장을 역임하였다.

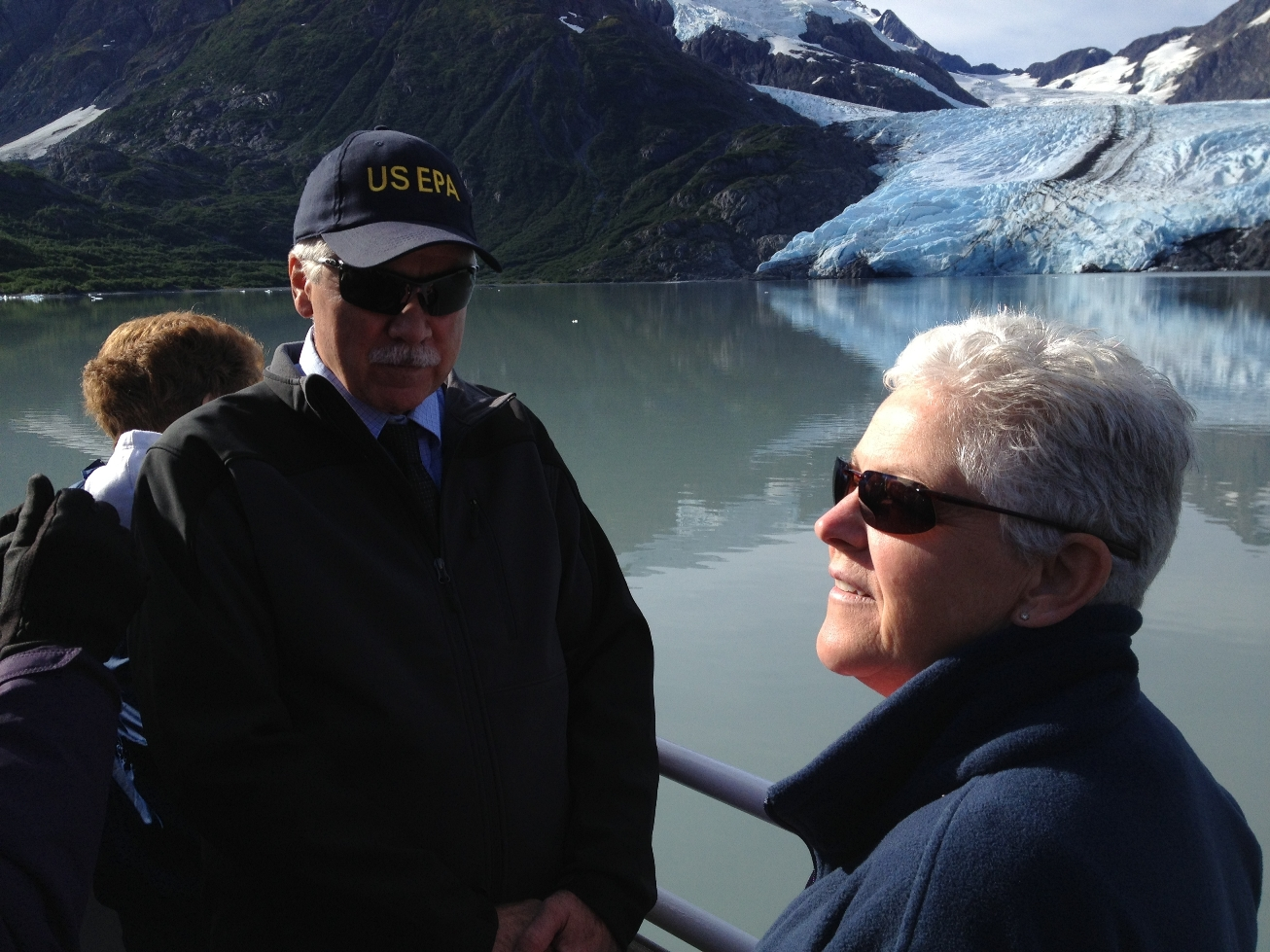
2013년 8월 26일 알래스카의 포티지 빙하를 방문한 지나 매카시

## 생애
1954년 보스턴 근교인 도체스터에서 태어나 성장하였다. 1976년 매사추세츠 대학교 보스턴에서 사회인류학을 전공하여 졸업하였다. 1981년 터프츠 대학교에서 환경보건과 환경공학 및 정책으로 석사학위를 취득하였다.
이후 매사추세츠 주 및 지역 정부에서 환경 전문가로 근무하였다. 이어 2004년부터 2009년까지 커네티컷 주 정부의 환경보호부 장관으로 근무하였다. 2009년부터 미국 환경보건국의 대기 및 방사능 관리과에서 근무하였다. 2013년 버락 오바마에 의해 환경보건국 국장으로 임명되었다. 2017년 퇴임하여 하버드 대학교의 공공정책대학원과 보건대학원에서 시니어 펠로우를 맡아 강의를 하고 있다. 2018년 하버드 보건대학원의 기후변화 연구센터인 C-CHANGE의 소장을 맡고 있다.

## 같이 보기
- 환경 보건
- 지구 보건